# Manuel María José de Galdo López de Neira
Manuel María José de Galdo López de Neira (Madrid, 16 de gener de 1825 – Madrid, 19 de juliol de 1895) va ser un polític progressista i naturalista espanyol. Catedràtic d'Història Natural, autor del primer 'llibre de text' de Ciències Naturals escrit en castellà, Galdo va ser un defensor primerenc de la instrucció pública, la llibertat de càtedra, la creació de biblioteques públiques i l'educació de la dona (encara que no va arribar a reconèixer els drets polítics del sexe femení). En el Sexenni Democràtic va ser alcalde de Madrid durant un període breu encara que molt actiu.

## Biografia
Com a alcalde, en els pocs mesos que va ocupar el lloc durant 1870, va impulsar la creació d'un magatzem general per a la vila de Madrid (Almodí de Santa Engracia); la institució de l'Escola Moderna de Barceló (o Escola Modelo de la plaça del Dos de Maig, al costat de l'antic hospici), i de les Escoles Aguirre; i va dissenyar el nomenclàtor dels carrers del nou barri burgès del marquès de Salamanca.
En el terreny polític Galdo va ocupar la butaca de senador del Regne pel Partit Progressista i el Liberal-fusionista (durant els anys 1872-73, 1879, 1880-81 i 1885-86). Així mateix va ser vocal del Consell Superior de Sanitat i conseller d'Instrucció Pública i del Mont de pietat i Caixa d'Estalvis de Madrid. Representant al Govern espanyol, va assistir a la inauguració del canal de Suez i a l'Exposició Universal de París (1878).
A l'apartat cultural i més específic del docent, Galdo va treballar com a catedràtic d'Història Natural en els dos únics instituts madrilenys de la seva època: el de San Isidro i el del Cardenal Cisneros, abans anomenat 'del Noviciado'. D'aquest últim va ser director des de 1881 fins a la seva mort en 1895. El seu treball va quedar dipositat en el Manual de historia natural —que ell mateix solia anomenar 'el meu llibre'—, publicat en 1855 a Madrid per la impremta de José Rodríguez, i cinc anys després per la de Santiago Aguado.
També va ser soci fundador de l'Ateneu i de la Societat Antropològica d'Espanya, membre de la Societat Geogràfica de França i corresponsal de les Acadèmies de Ciències Mèdiques, Físiques i Naturals de l'Havana i Lisboa. El 30 de desembre de 1867 fou escollit Acadèmic de la Reial Acadèmia de Ciències.
Va ser cavaller de l'Orde de Carles III i cavaller de l'Orde d'Isabel la Catòlica; i el 1901, el carrer del Candil va perdre el seu nom tradicional en favor de l'alcalde Galdo.Està enterrat a la Sacramental de San Miguel, Santa Cruz, Santos Justo i Pastor i San Millán.

## La cobla de l'alcalde ubic

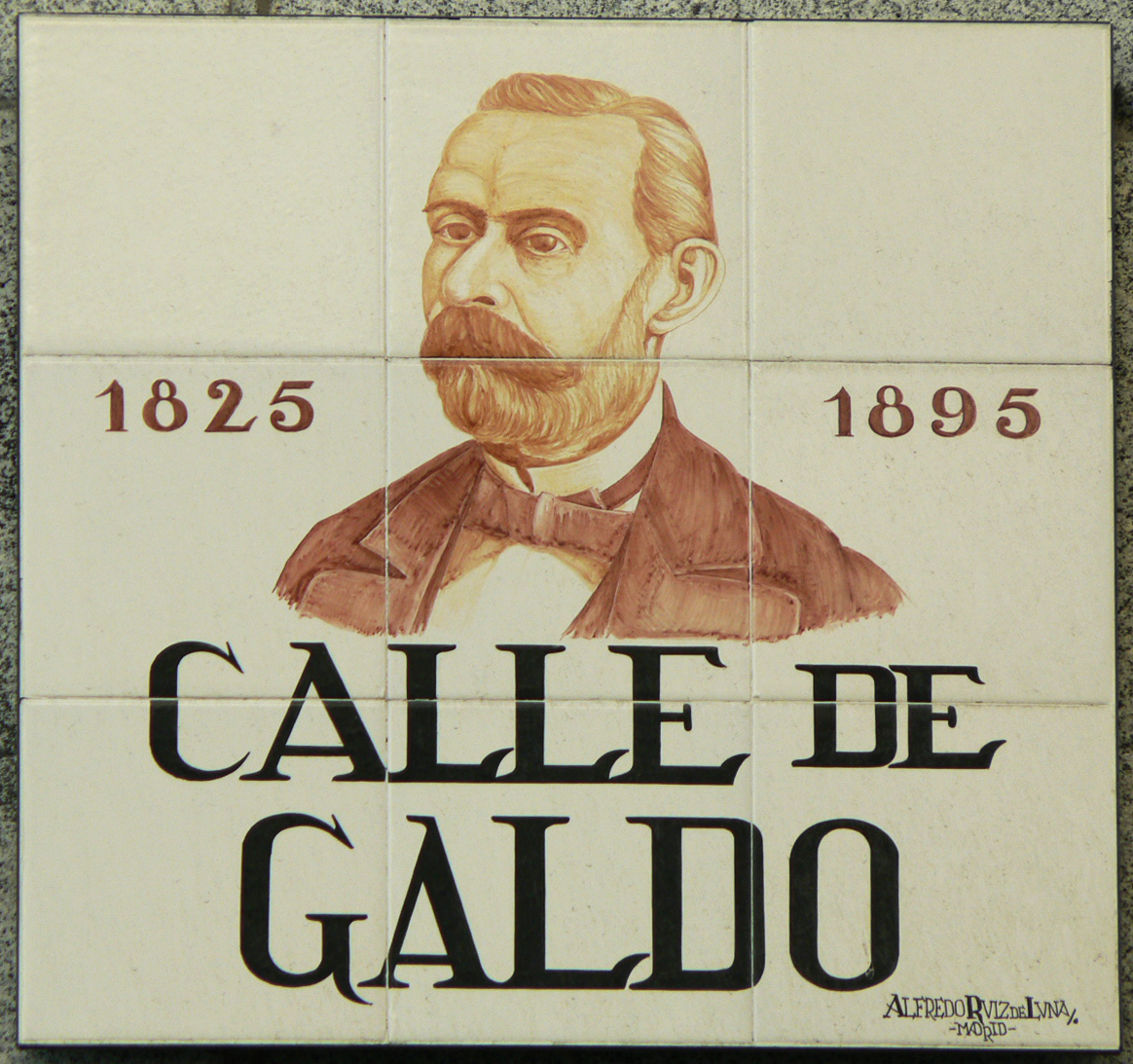
La imatge de l'alcalde Galdo en la placa de la llista de carrers de taulells del ceramista Ruiz de Luna.

Encara que Galdo va romandre amb prou feines un any en l'alcaldia madrilenya, la seva activitat i lliurament van arribar a ser populars com demostra aquesta tonada apareguda a Madrid Cómico:
"A Galdo veo en la plaza,
él en todo mete baza,
y hasta cuando tomo caldo,
me voy a encontrar con Galdo".